# Ethiopica eclecta
Ethiopica eclecta är en fjärilsart som beskrevs av Fletcher 1961. Ethiopica eclecta ingår i släktet Ethiopica och familjen nattflyn. Inga underarter finns listade i Catalogue of Life.